# Шведський дивізіон 1 з хокею 1948—1949
Дивізіон 1: 1948—1949 — 5-й сезон у «Дивізіон 1», що був на той час найвищою за рівнем клубною лігою у шведському хокеї з шайбою.
У чемпіонаті взяли участь 12 клубів, розділених на дві групи. Турнір проходив у два кола.
Переможцем змагань став клуб «Гаммарбю» ІФ (Стокгольм).

## Регулярний сезон

### Північна група
|   | Команда                            | І  | В | Н | П | Ш     | О  |
| - | ---------------------------------- | -- | - | - | - | ----- | -- |
| 1 | Євле ГІК                           | 10 | 6 | 4 | 0 | 34–23 | 16 |
| 2 | Седертельє СК                      | 10 | 6 | 2 | 2 | 42–23 | 14 |
| 3 | АІК Стокгольм                      | 10 | 3 | 4 | 3 | 35–27 | 10 |
| 4 | УоІФ «Маттеуспойкарна» (Стокгольм) | 10 | 3 | 2 | 5 | 29–43 | 8  |
| 5 | Лександс ІФ                        | 10 | 3 | 1 | 6 | 34–44 | 7  |
| 6 | Мура ІК                            | 10 | 2 | 1 | 7 | 18–32 | 5  |

### Південна група
|   | Команда                   | І  | В | Н | П | Ш     | О  |
| - | ------------------------- | -- | - | - | - | ----- | -- |
| 1 | «Гаммарбю» ІФ (Стокгольм) | 10 | 9 | 0 | 1 | 67–27 | 18 |
| 2 | «Юргорден» ІФ (Стокгольм) | 10 | 7 | 1 | 2 | 55–26 | 15 |
| 3 | Форсгага ІФ               | 10 | 4 | 2 | 4 | 34–33 | 10 |
| 4 | ІК «Йота» (Стокгольм)     | 10 | 4 | 0 | 6 | 35–40 | 8  |
| 5 | Вестерос ІК               | 10 | 2 | 0 | 8 | 26–60 | 4  |
| 6 | Сурагаммарс ІФ            | 10 | 1 | 0 | 9 | 21–52 | 2  |

## Фінал
- Євле ГІК – «Гаммарбю» ІФ (Стокгольм) 4–2, 0–3, (1–3 дод.)